# Tama Fasavalu
Tama Fasavalu (7 de março de 1976) é um ex-futebolista samoano que jogava como zagueiro. Em 3 de maio de 2012, Fasavalu foi indefinidamente suspenso do esporte pela Federação de Futebol de Auckland depois de bater um árbitro e quebrar sua mandíbula durante uma partida.

## Carreira
Fasavalu começou sua carreira no Kiwi, um dos principais times de Samoa, e jogou também no Tuanaimoto Breeze antes de ir para o Central United em 2005. Em seguida, disputou a segunda divisão pelo Manukau City FC. 

## Suspensão
Em 25 de abril de 2012, durante o jogo entre Manukau City e Tauranga City, Fasavalu recebeu um cartão amarelo aos 34 minutos do segundo tempo e, posteriormente, atingiu o árbitro Len Gattsche, que apitava a partida, na mandíbula, quebrando-a em três lugares, o que fez o arbitro necessitar de uma cirurgia reparadoraPosteriormente, Fasavalu foi banido do esporte, multado, e criminalmente indiciado por agressão.

### Carreira international
Fasavalu jogou a nível internacional pela Seleção Samoana de Futebol. Disputou 3 partidas e marcou 2 gols, todos em 2004.

## Links
- Tama Fasavalu em National-Football-Teams.com